# Консуалия
Консуалия (на латински: Consualia, Consuales Ludi) е религиозен празник (култ) в Древен Рим, който се празнува на 21 август и 15 декември в чест на Конс, бог на земеделието и реколтата.